# Lycaena lampon
Lycaena lampon är en fjärilsart som beskrevs av Lederer 1870. Lycaena lampon ingår i släktet Lycaena och familjen juvelvingar. Inga underarter finns listade i Catalogue of Life.